# 蔡旺詮
蔡旺詮（1968年9月25日—），台灣政治人物，民主進步黨籍，現任台南市跆拳道委員會主任委員，曾任民進黨台南市黨部主任委員、台南市議員。

## 生平
蔡旺詮生於台南縣新營市（今台南市新營區），畢業於東吳大學法律系，立德大學管理學院地區發展管理碩士。
大學時代投入學生運動，曾任東吳大學學生會會長、野百合學運絕食團代表。畢業後曾擔任立法委員盧修一、蘇煥智辦公室助理，後擔任許添財市長秘書。
2002年，首次參選臺南市東區市議員，落選。
2005年，二度參選臺南市東區市議員，當選臺南市第十六屆市議員。
2010年，臺南縣市合併後首屆市議員選舉，當選臺南市第14選區（東區）市議員。
2011年，民進黨台南縣市黨部合併後首屆主委選舉，在許添財支持下，以246票之差險勝賴清德市長競選總部主任黃先柱，當選合併後首屆台南市黨部主委。
2012年，民進黨台南市黨部主委選舉，大贏同為市議員的莊玉珠，順利連任。
2013年，擔任台南市地方報紙《台南都會報》發行人兼社長。
2014年，卸任民進黨台南市黨部主委，由副市長顏純左接任。11月29日臺南市第14選區（東區）議員選舉，以11,602票連任臺南市第二屆議員。
2015年4月1日，在民進黨臺南市第四選舉區立法委員初選敗給林俊憲。5月26日，接任台南市跆拳道委員會主任委員。
2016年10月19日，因台南市政府曾放半天颱風假惹議，建議取消放颱風假。
2017年3月28日接受中評社訪問時說，林全內閣遲遲拿不出執政績效、甚至繼續出現悖離民進黨核心理念的政策錯誤，一旦2018年中華民國直轄市長及縣市長選舉民進黨丟掉執政縣市2個以上，總統兼民進黨主席蔡英文勢必會被黨內大派系要求辭去黨主席，他懷疑「一個沒有民進黨提名的蔡英文」連任總統的可能性。
2017年4月21日於台南市議會針對一例一休政策造成勞資反彈質詢，認為政策推出時機不對且不該裁罰，應以輔導為主。
2018年中華民國直轄市議員及縣市議員選舉以7,218最低票連任。
2022年中華民國直轄市議員及縣市議員選舉，在民進黨台南市黨部超額提名導致瓜分票源的情況下，以6,523第二高票落選，連任失利。